# Anandnagar
Anandnagar (o Pharenda) è una suddivisione dell'India, classificata come nagar panchayat, di 10.181 abitanti, situata nel distretto di Maharajganj, nello stato federato dell'Uttar Pradesh. In base al numero di abitanti la città rientra nella classe IV (da 10.000 a 19.999 persone).

## Geografia fisica
La città è situata a 27° 6' 0 N e 83° 16' 60 E e ha un'altitudine di 87 m s.l.m..

## Società

### Evoluzione demografica
Al censimento del 2001 la popolazione di Anandnagar assommava a 10.181 persone, delle quali 5.357 maschi e 4.824 femmine. I bambini di età inferiore o uguale ai sei anni assommavano a 1.506, dei quali 772 maschi e 734 femmine. Infine, coloro che erano in grado di saper almeno leggere e scrivere erano 7.336, dei quali 4.206 maschi e 3.130 femmine.